# Colonia marina Vittorio Emanuele III
La Colonia marina Vittorio Emanuele III è un complesso edilizio di Ostia, frazione litoranea del comune di Roma nel territorio del Municipio X. Nato inizialmente come colonia estiva, il complesso ospita una biblioteca, intitolata ad Elsa Morante, una cappella cristiana, una mensa della Caritas Italiana, un centro anziani, l'ufficio tecnico del Municipio X, un centro socio-abitativo autogestito, il teatro del Lido ed un ostello.
L'edificio, di proprietà comunale, è sottoposto a vincolo ai sensi del Codice dei beni culturali e del paesaggio.

## Storia
Con l'espansione urbanistica di Ostia nel 1916 fu realizzato, sulla spiaggia di ponente, un ospizio marittimo su progetto dell'architetto Marcello Piacentini. L'edificio, costruito in calcestruzzo armato, aveva una capacità di circa 80 posti letto ed era dotato di refettori, cucine, sale per lo svago e due grandi camere dove erano alloggiati i giovani, dei quali era previsto anche il pernottamento. Nell'ambito di un piano per il contrasto alla tubercolosi voluto dal governatorato di Roma, nel 1925 fu affidato il progetto per l'ampliamento della struttura a Vincenzo Fasolo e i lavori iniziarono il 20 gennaio 1927.
L'inaugurazione della nuova struttura, denominata ufficialmente Ospizio marino e colonia di profilassi, avvenne il 24 gennaio 1932 alla presenza della regina Elena e, vista la coincidenza con il compimento del 25º anno di regno di Vittorio Emanuele III, il complesso edilizio fu intitolato al sovrano.
La struttura fu parzialmente danneggiata nel 1943 dai tedeschi in ritirata e rimase in stato di abbandono fino al restauro portato avanti negli anni '50. Da allora e fino al 1983 fu utilizzato principalmente come colonia per figli detenuti e di famiglie bisognose Successivamente per ospitare le famiglie bisognose della zona.

### Biblioteca
Negli anni '90 all'interno del complesso è stata aperta la biblioteca pubblica Elsa Morante, parte del sistema bibliotecario comunale, che ospita al suo interno una collezione di quasi 37000 libri, circa 4100 cassette VHS e DVD, 10 quotidiani e 42 periodici, 80 giochi e 2765 CD Audio.

## Descrizione
Il complesso è situato tra lungomare Paolo Toscanelli, via Adolfo Cozza, largo delle Sirene e via Giuliano da Sangallo. Esso si articola in due distinti corpi di fabbrica raccordati tra loro: la parte orientale, composta a sua volta da quattro edifici disposti a pettine, è stata probabilmente ispirata dalle tipiche architetture ospedaliere, mentre la parte occidentale somiglia quasi ad un convento, con gli ambienti articolati intorno ad un cortile centrale. Per garantire il passaggio sicuro dei ragazzi dalla colonia alla vicina spiaggia fu anche realizzato un sottopassaggio per attraversare il lungomare.

## Nella cultura di massa
Il complesso appare nel film del 1988 Snack Bar Budapest, di Tinto Brass.